# Stanny Van Paesschen
Stanny Van Paesschen, född den 24 april 1957 i Ekeren i Belgien, är en belgisk ryttare.
Han tog OS-brons i lagtävlingen i hoppning i samband med de olympiska ridsporttävlingarna 1976 i Montréal.